# گریمسار
گریمسار (به انگلیسی: Grimsargh) یک روستا و محله مدنی در بریتانیا است که در پرستون واقع شده‌است. گریمسار ۲٬۶۵۳ نفر جمعیت دارد.